# Hindustan (Region)

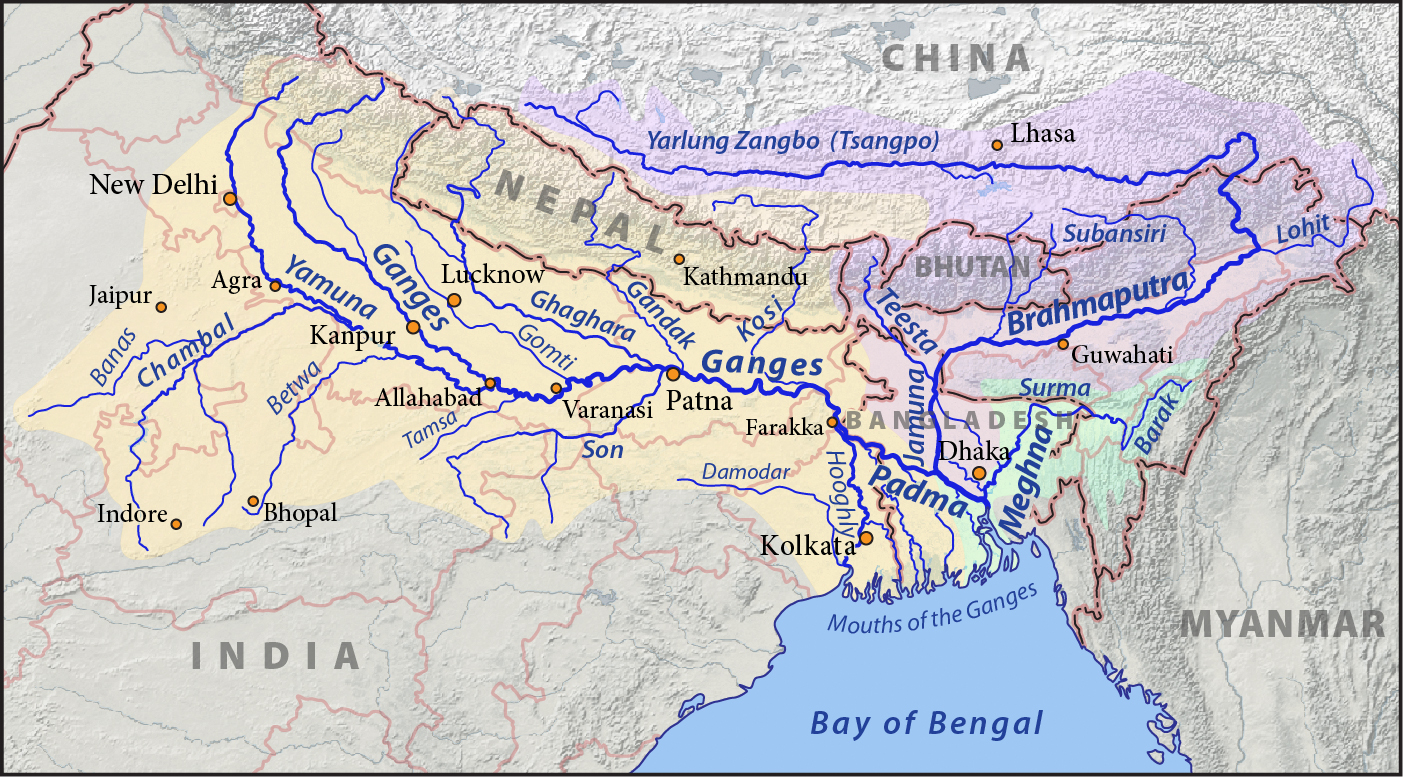
Der Ganges und seine Nebenflüsse

Die Karte von James Rennel A MAP OF HINDOOSTAN or the MOGUL EMPIRE

Hindustan ist die Talregion des Ganges und einiger seiner Nebenflüsse (wie dem Ghaghara oder dem Yamuna, der in den Chambal mündet, Ghagara und Chambal ihrerseits in den Ganges). Diese Talregion erstreckt sich am südlichen Fuße des Himalayas und trennt diesen vom übrigen indischen Bergland. Im Gangesdelta am Golf von Bengalen weitet sich das Tal zur Ebene aus.
Koordinaten: 26° 31′ 12″ N, 79° 52′ 12″ O